# Kiełki-Osada
Kiełki-Osada – kolonia w Polsce położona w województwie mazowieckim, w powiecie płońskim, w gminie Baboszewo.
Wieś nie ma statusu odrębnego sołectwa w gminie Baboszewo.
W latach 1975–1998 miejscowość administracyjnie należała do województwa ciechanowskiego.